# Faustkämpfer vom Quirinal

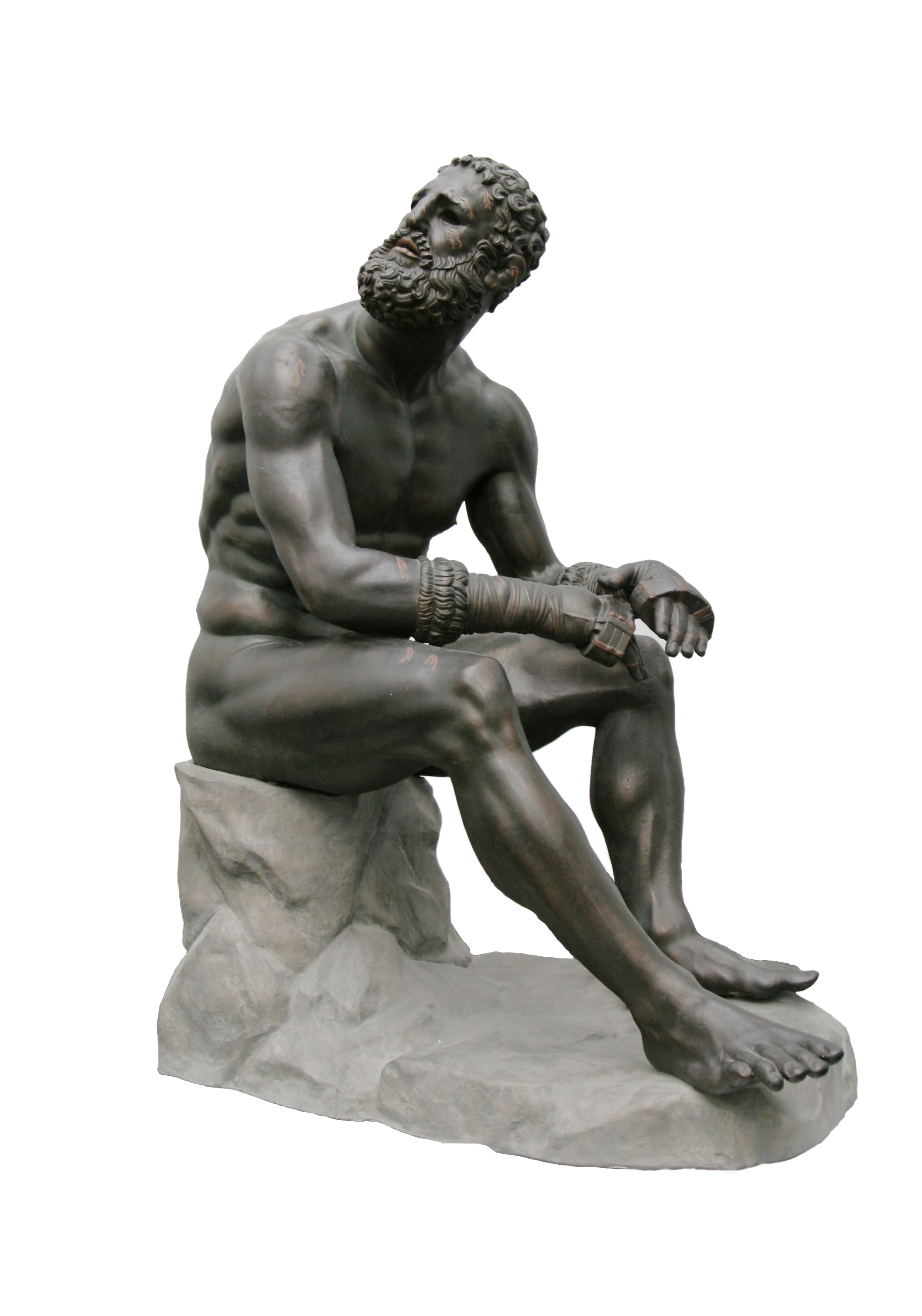
Faustkämpfer vom Quirinal

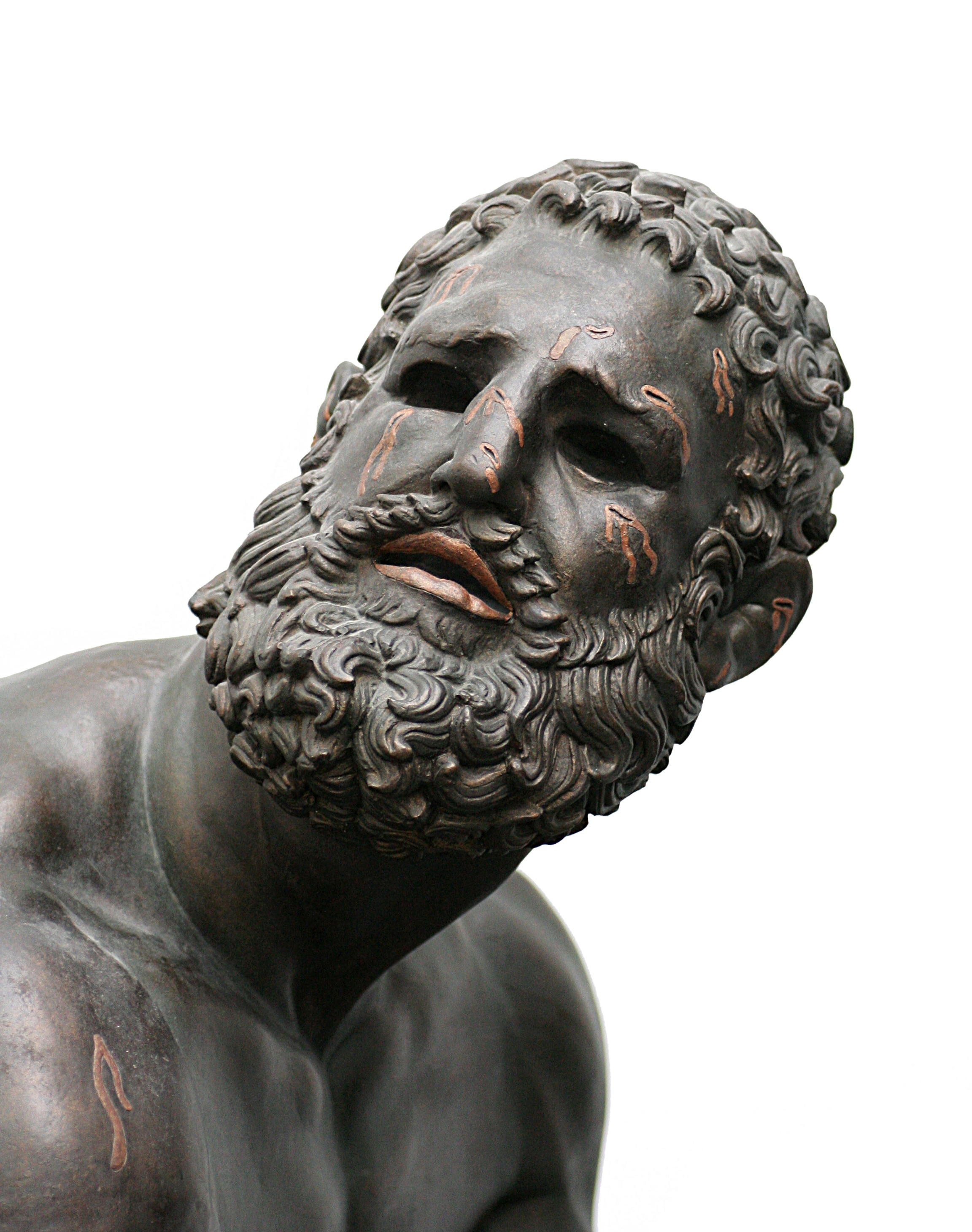
Kopf mit alten Narben und frischen Wunden

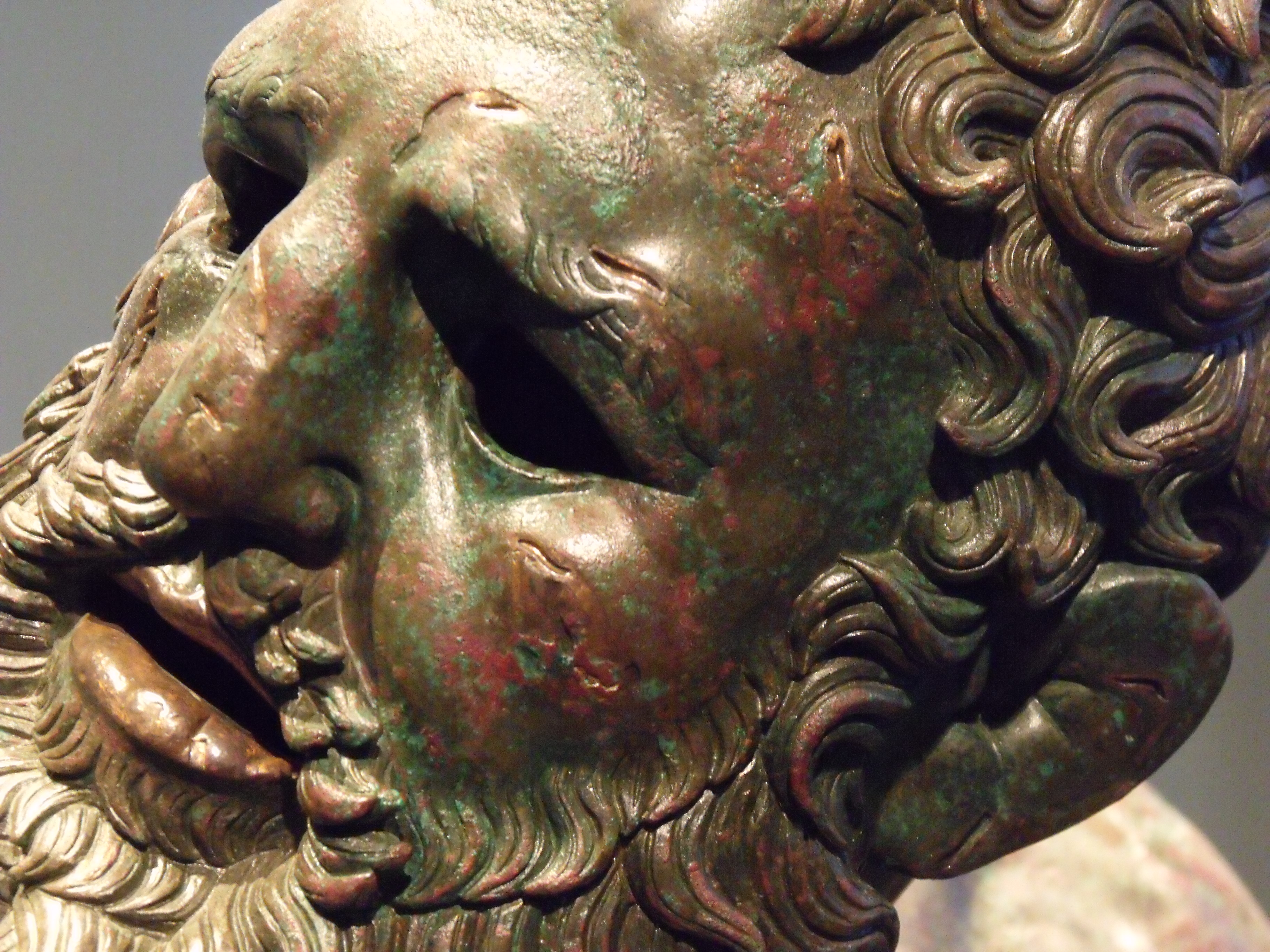
Kopf (Detailansicht)

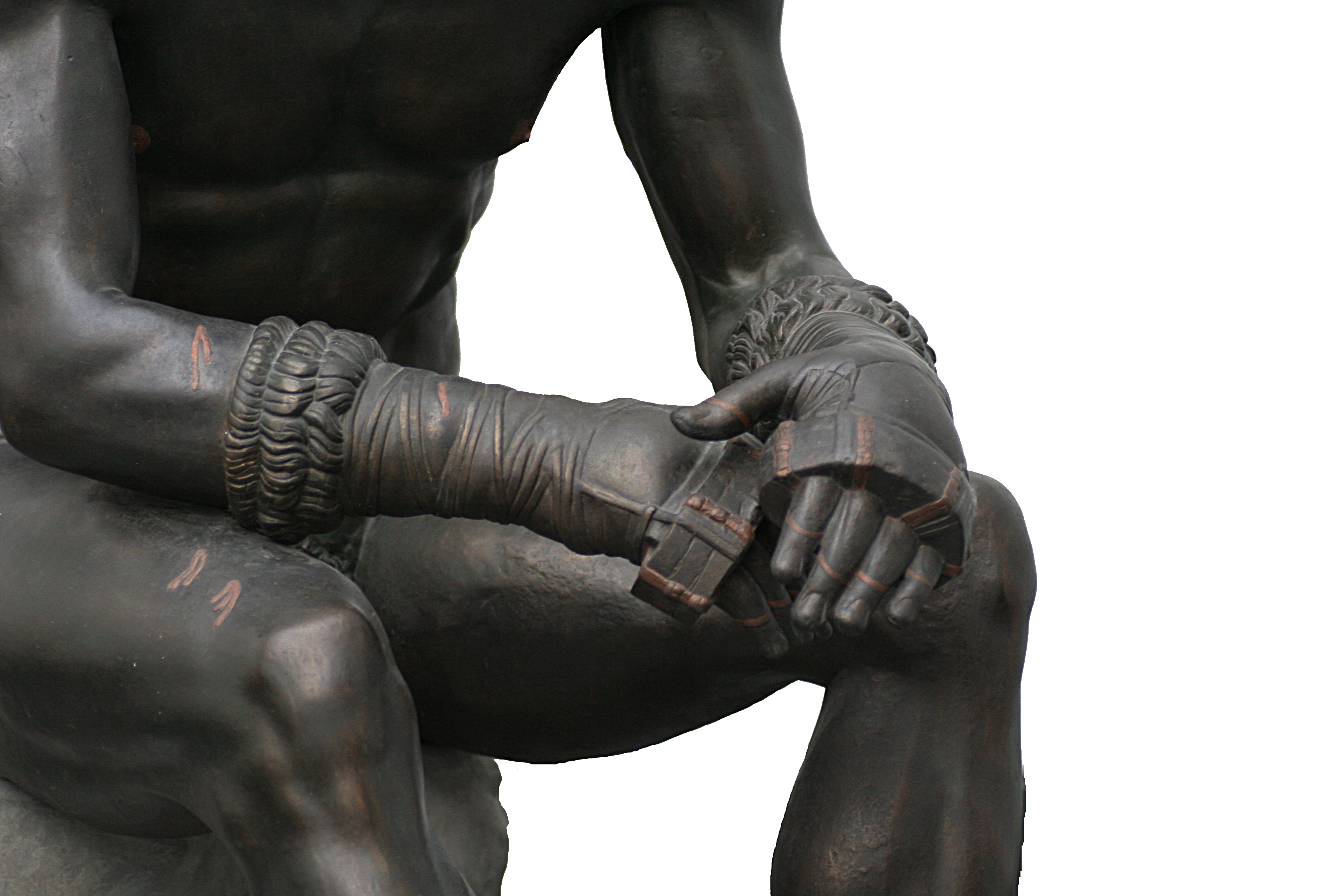
Hände und Unterarme (Detailansicht)

Der Faustkämpfer vom Quirinal (häufig auch Boxer vom Quirinal genannt) in Rom ist wohl die bemerkenswerteste erhaltene Bronzestatue eines solchen Athleten – und eines von nur sehr wenigen überlieferten griechischen Originalen. Die Datierung schwankt zwischen dem späten 4. Jahrhundert v. Chr. und der Mitte des 1. Jahrhunderts v. Chr. Die Plastik befindet sich heute im Museo Nazionale Romano in Rom unter der Inventarnummer 1055.

## Fundgeschichte
Die 128 Zentimeter hohe und aus acht Teilstücken zusammengelötete Sitzfigur (der Sockel ist nicht original) wurde im Jahr 1885 auf dem Quirinal entdeckt, wodurch sie ihren Namen bekam. Eine weitere Bronze, die unweit von ihr dort gefunden wurde, ist ein Standmotiv und stellt wohl einen nicht identifizierten hellenistischen Fürsten dar, der in der Archäologie als Thermenherrscher bezeichnet wird. Möglicherweise gehörte sie zur Ausstattung der dort gelegenen Thermen des Kaisers Konstantin. Für die Klassische Archäologie kam dieser Fund einer regelrechten Sensation gleich, denn die Anzahl griechischer Originale ist im Vergleich zu den römischen Nachbildungen aus Marmor äußerst gering.

## Beschreibung
Das Gesicht dieses muskulösen Athleten hat einige durch diese Sportart typische Blessuren wie verdickte Ohren, Schwellungen unter den Augen, eine deformierte Nase, alte Narben sowie frische Platzwunden (cuts) mit Blutgerinnseln darunter. Auch an den Ohren sowie auf den Schultern, Unterarmen und Beinen finden sich Wunden; diese wiederum sind – wie auch die Lippen – hervorgehoben durch Einlassungen aus einer rötlichen Kupferlegierung. Sein Gesichtsausdruck wirkt – trotz all der Blessuren – wach und aufmerksam; dargestellt ist auf jeden Fall ein erfahrener Berufsathlet, der sich nach dem Kampf ausruht. An seinen Händen bzw. Unterarmen befinden sich noch die Lederriemen (cestus) für den Faustkampf. Weder dem Gesichtsausdruck noch der Körperhaltung oder irgendwelchen Attributen ist zu entnehmen, ob der Faustkämpfer seinen Gegner besiegt hat oder nicht.

## Porträt oder Typus

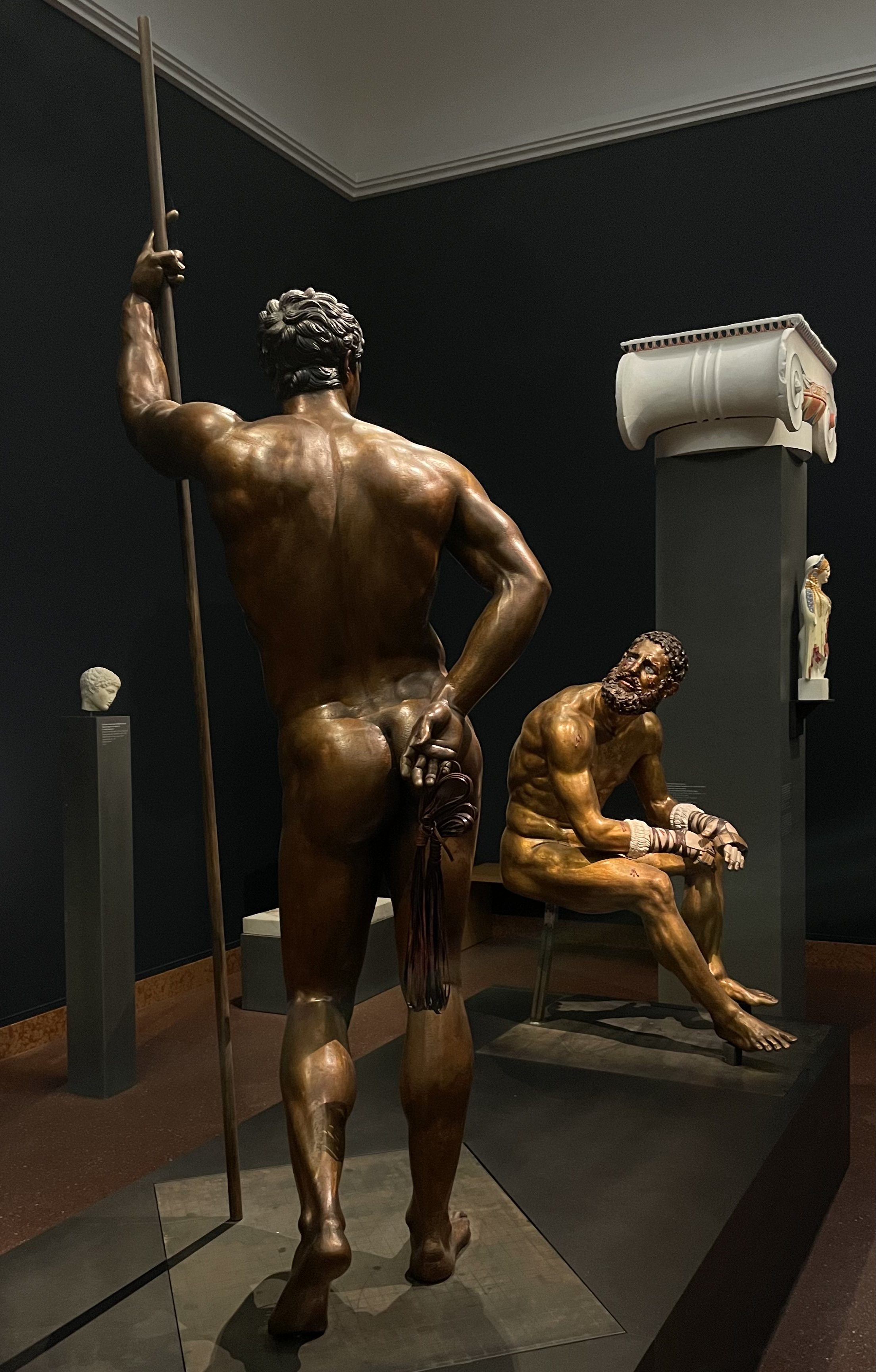
Experimentelle Rekonstruktion der Bronzefiguren vom Quirinal in Rom, Liebieghaus Polychromy Research Project

Während die ältere Forschung überwiegend davon ausging, dass es sich bei der Figur um das Porträt eines realen Faustkämpfers – u. a. wurden Polydeukes, einer der beiden Dioskuren, bzw. der erfahrene mythische Kämpfer Dares nach seinem Sieg über Entellus ausruhend oder aber Theagenes von Thasos darstellt, der in der ersten Hälfte des 5. Jahrhunderts v. Chr. lebte und ein berühmter Faustkämpfer seiner Zeit war, genannt – oder gar um einen Gott (Zeus?) handele, sieht der britische Forscher Roland R. R. Smith in der Figur die verallgemeinernde Darstellung (Typus, Urbild) eines namentlich nicht benennbaren Faustkämpfers, dem letztlich individuelle Züge fehlen.
Während Paul Zanker eine Deutung als mythologische Person verwirft, wird von Vinzenz Brinkmann und Ulrike Koch-Brinkmann eine 1898 von Otto Rossbach und 1945 von Phyllis L. Williams aufgestellte These favorisiert, der zufolge der Faustkämpfer den bebrykischen König Amykos darstelle. Dieser wird auf der Fahrt der Argo nach Kolchis von Polydeukes im Boxkampf besiegt. Die Verbindung der Faustkämpferstatue mit der des 'Thermenherrschers' in einer Rekonstruktion als mythologische Gruppe, die Polydeukes und Amykos zeigen sollen, wurde 2018 im Liebieghaus Frankfurt/Main gezeigt und zur Diskussion gestellt. Gegen diese Rekonstruktion meldete Stefan Lehmann im Jahr 2019 Bedenken an.

## Zuschreibung
Der Künstler der Figur ist unbekannt; früher datierte man sie nicht nur aufgrund einer vermeintlichen Inschrift, sondern auch aus stilistischen Gründen in das 1. Jahrhundert v. Chr. Bei einer gründlichen Untersuchung im Rahmen einer Ausstellung im Akademischen Kunstmuseum in Bonn 1989 wurde diese These jedoch verworfen mit der Folge, dass die Datierung der Bronzefigur offen ist und je nach Standpunkt zwischen dem späten 4. Jahrhundert v. Chr. und der Mitte des 1. Jahrhunderts v. Chr. schwankt.